# 윙드 클라우드
윙드 클라우드(영어: Winged Cloud)는 에로게 개발자로 이들은 사쿠라 시리즈를 만든 것으로 알려져 있다.

## 역사
윙드 클라우드는 2014년 세카이 프로젝트 출판사의 스팀 게임 출시를 시작했다. 그들의 첫 번째 타이틀인 사쿠라 스피릿은 2014년 7월 9일에 발매되었다. 윙드 클라우드가 여러 제목을 게시한 이후에 세카이 프로젝트와 윙드 클라우드는 파트너 관계를 종료했다. 이에 따라 2015년 윙드 클라우드는 출판사 Mang.amer와 제휴하여 사쿠라 산타를 출시했다. 그러나 2016년에 Mang.amer는 "다루기 힘든 창조적 차이"를 이유로 윙드 클라우드와의 파트너십을 종료했다.
Mang.amer를 떠난 윙드 클라우드는 이전 출판사인 세카이 프로젝트로 돌아와 다음 타이틀인 사쿠라 던전을 출시했다. 윙드 클라우드는 세카이 프로젝트에서 타이틀을 계속 공개했지만, 2017년 세카이 프로젝트는 파트너 관계를 종료하고 Winged Cloud의 전문가 답지 못한 행동으로 인한 것이라고 밝혔다. 세카이 프로젝트에서 분리된 후 윙드 클라우드는 독립적으로 제목을 게시하기 시작했다.

## 제작된 게임 목록
- 사쿠라 스피릿(Sakura Spirit)
- 파이라이트 하트(Pyrite Heart)
- 사쿠라 엔젤스(Sakura Angels)
- 사쿠라 판타지(Sakura Fantasy)
- 사쿠라 클리커(Sakura Clicker)
- 사쿠라 비치(Sakura Beach)
- 사쿠라 스윔 클럽(Sakura Swim Club)
- 사쿠라 비치2(Sakura Beach 2)
- 사쿠라 산타(Sakura Santa)
- 사쿠라 던전(Sakura Dungeon)
- 사쿠라 샤인 걸즈(Sakura Shrine Girls)
- 사쿠라 스페이스(Sakura Space)
- 사쿠라 메이드(Sakura Maid)
- 사쿠라 메이드2(Sakura Maid 2)
- 사쿠라 노바(Sakura Nova)
- 사쿠라 메이드3(Sakura Maid 3)
- 사쿠라 크리스마스 파티(Sakura Christmas Party)
- 사쿠라 에이전트(Sakura Agent)
- 사쿠라 발렌타인 데이(Sakura Valentine's Day)
- 사쿠라 매지컬 걸즈(Sakura Magical Girls)
- 사쿠라 게이머(Sakura Gamer)
- 사쿠라 할로윈(Sakura Halloween)
- 레전드 오브 탈리아: 아르카디아(Legends of Talia: Arcadia)
- 사쿠라 큐피드(Sakura Cupid)
- 사쿠라 사디스트(Sakura Sadist)
- 사쿠라 MMO(Sakura MMO)
- 사쿠라 MMO2(Sakura MMO 2)
- 사쿠라 스윗하트(Sakura Sweetheart)
- 사쿠라 문라이트(Sakura Moonlight)
- 사쿠라 문라이트2(Sakura Moonlight 2)
- 사쿠라 MMO3(Sakura MMO 3)